# 泰贝萨省
泰贝萨省（阿拉伯語：ولاية تبسة）是阿尔及利亚东北部的一个省，首府泰贝萨。另外一个重要城市是温扎。該省成立於1974年。1984年，汉舍莱省從該省劃出。該省劃分為12個區，28個市鎮。